# 奧布里 (阿肯色州)
奧布里（英語：Aubrey）是一個位於美國阿肯色州李縣的城鎮。

## 地理
奧布里的座標為34°43′05″N 90°53′58″W / 34.71806°N 90.89944°W，而該地的平均海拔高度為62米（即203英尺）。

## 人口
根據2020年美國人口普查的數據，奧布里的面積為0.86平方千米，皆為陸地。當地共有人口108人，而人口密度為每平方千米125人。